# Diplazium zanzibaricum
Diplazium zanzibaricum là một loài thực vật có mạch trong họ Woodsiaceae. Loài này được (Baker) C. Chr. miêu tả khoa học đầu tiên năm 1905.